# Jag är en varulvsunge
Jag är en varulvsunge (1972) är en barnbok av Gunnel Linde, med teckningar av Hans Arnold.

## Handling
Huvudpersonen Ulf har blivit biten i benet när han var ute och pallade äpplen. Han har läst Varulvsboken och känner nu att han blivit en varulv vid fullmåne. Omgivningen märker att den blyge Ulf blivit uppkäftig. Han smyger sig ut på natten och gör förbjudna saker.